# اچ‌ام‌اس کالودن (۱۷۸۳)
اچ‌ام‌اس کالودن (۱۷۸۳) (به انگلیسی: HMS Culloden (1783)) یک کشتی بود که طول آن ۱۶۹ فوت ۶ اینچ (۵۱٫۶۶ متر) بود. این کشتی در سال ۱۷۸۳ ساخته شد.